# Adherents.com
Adherents.com est un site internet créé en 1998 et dont le but est de collecter et présenter des informations de démographie religieuse. Il constitue la plus importante base de données librement accessible en ligne sur ce sujet. En janvier 2010, il contient environ 44 000 références sur plus de 4 300 groupes religieux. Le site offre un classement géographique de ses informations, en se focalisant sur le nombre d'adhérents d'une dénomination religieuse donnée dans une région ou un pays spécifique.
Adherents.com revendique le fait de présenter « des données issues à la fois de sources de recherche primaires comme des rapports de recensement gouvernemental, des sondages et des documents d'organisations, ainsi que des citations issues de sources secondaires qui mentionnent des statistiques sur le nombre d'adeptes. » Ce site internet est un projet privé fondé par Preston Hunter, un programmeur informatique du Texas aux États-Unis. Il ne bénéficie pas du soutien d'une organisation, et n'est pas non plus affilié à un organisme.
Le site est fréquemment donné en référence pour des statistiques religieuses sur internet, à la télévision et dans des publications écrites.
En 2013, le site est racheté par Chuck Anderson via la plateforme de revente de sites abandonnés Flippa.